# Der Fluchtpunkt
Der Fluchtpunkt (frz. Originaltitel Ce que mes yeux ont vu, dt. Was meine Augen sahen) ist der Debütfilm des Regisseurs Laurent de Bartillat aus dem Jahr 2007. Die Erstausstrahlung im deutschen Fernsehen erfolgte am 12. Oktober 2010 bei 3sat unter dem alternativen Titel Mit meinen eigenen Augen.

## Handlung

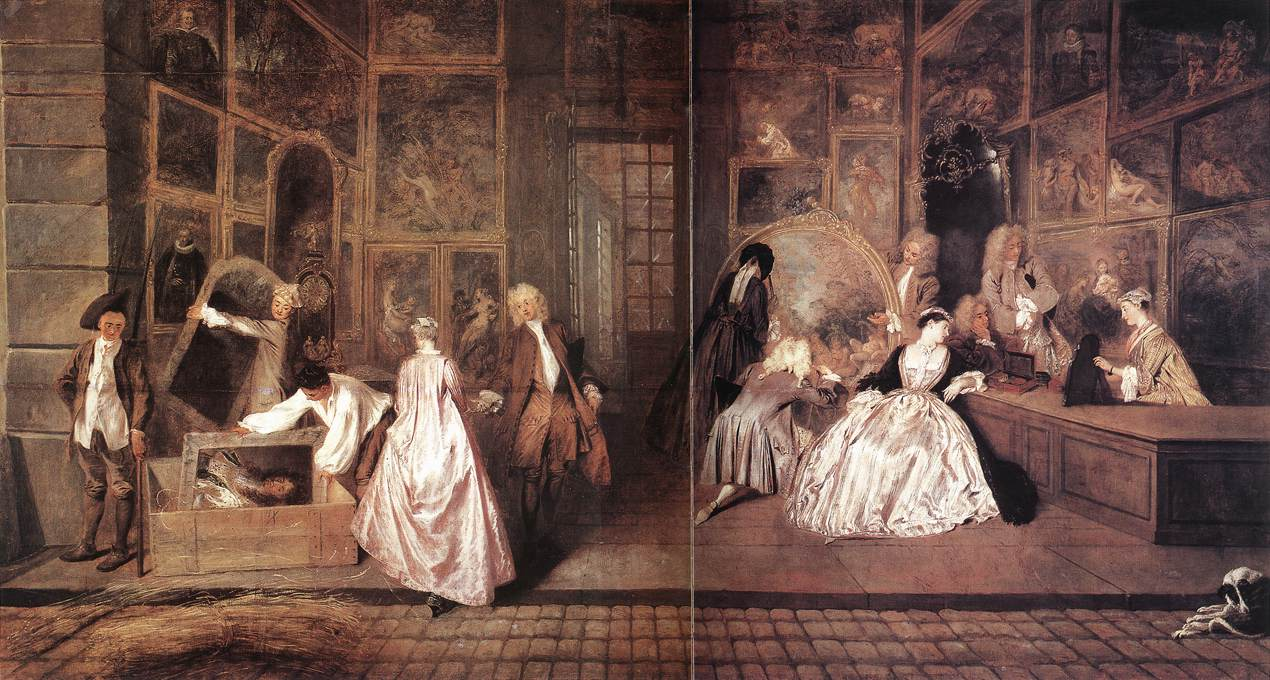
Antoine Watteau: „Das Ladenschild des Kunsthändlers Gersaint“ (1720)
Schloss Charlottenburg, Berlin

Der Film, der im Paris der Gegenwart spielt, folgt den Spuren des Malers Antoine Watteau (1684–1721) und der Idee, dass dieser die Gefühle zu einer Schauspielerin der Comédie-Française in seinen Bildern sublimiert hat, Charlotte Desmares (1682–1753). Die Kunststudentin Lucie Audibert sucht immer manischer nach Beweisen für diese Theorie. Die Frauenfigur, die dem Betrachter auf vielen Gemälden Watteaus den Rücken präsentiere, etwa auf den verschiedenen Versionen der „Einschiffung nach Kythera“, sei eben jene Schauspielerin.
Lucies Professor rät ihr von ihrem Vorhaben ab. Er hat selbst langwierige Forschungen zu diesem Thema angestellt, war aber zu keinem Ergebnis gekommen. Er offenbart ihr schließlich, dass er aufgrund seiner ehrgeizigen Recherchen damals seine Frau zunächst an einen anderen Mann verloren hat, mit dem diese dann kurz darauf tödlich verunglückte.
Auf Watteaus Bild „Das Ladenschild des Kunsthändlers Gersaint“ (frz. „L'Enseigne de Gersaint“) hat Lucie unter den vielen darauf abgebildeten Gemälden eines entdeckt, das von einem Maler namens Openor stammt. Die Frage ist, warum Watteau ein solch zweitrangiges Werk auf seinem eigenen Gemälde festgehalten hat. Als das Bild aus einer Privatsammlung zur Versteigerung nach Gent gelangt, fährt sie dorthin. Es herrscht ein reges Interesse an dem Bild, denn der Einstiegspreis von 5.000 Euro steigt schnell und erreicht schließlich 8.400 Euro, bevor Lucie den Zuschlag bekommt. Das Geld stammt aus dem Verkauf einer Taschenuhr, einem Erinnerungsstück an ihren Vater, Alain Audibert. Er war Alpinist und kam bei dem Versuch, den K2 ohne Sauerstoffmaske zu besteigen, ums Leben.
Zurück in Paris lässt Lucie das ersteigerte Gemälde bei ihrer Freundin, der Restauratorin Garance, mit Röntgentechnik untersuchen. Ein verstecktes Bild kommt zum Vorschein, woraufhin die Restauratorin die darüber befindliche Farbschicht ablöst. Der herbeigeeilte Professor erkennt sofort einen echten, der Forschung unbekannten Watteau. Lucie löst den Fall auf: Watteau habe sich in die Schauspielerin verliebt, habe sich in ihrer Nähe ein Atelier gemietet und sie zu malen begonnen. Später jedoch habe er diese Gemälde zerstört oder übermalt und mit einem falschen Namen signiert, „Openor“.
Zu den wenigen sozialen Kontakten, die Lucie in dieser Zeit unterhält, gehört Vincent, ein geheimnisvoller Taubstummer, der sich zuweilen mit weißem Pulver bestreut und als Pantomime auf die Straße stellt. Er gleicht darin Watteaus „Gilles“ (1718/19). Wegen eines Arterienrisses wird Vincent eines Tages ins Krankenhaus eingeliefert, wo er einige Zeit im Koma liegt und am Ende an einer Embolie stirbt.